# Жарык (Мугалжарский район)
Жарык (каз. Жарық) — село в Мугалжарском районе Актюбинской области Казахстана. Входит в состав Аккемирского сельского округа. Код КАТО — 154833300.

## Население
В 1999 году население села составляло 554 человека (269 мужчин и 285 женщин). По данным переписи 2009 года, в селе проживали 464 человека (231 мужчина и 233 женщины).